# Guarana
Guarana (Paullinia cupana) är en klängväxt i lönnfamiljen Sapindaceae som har sitt ursprung i Amazonas och är särskilt vanlig i Brasilien.  
Guarana är känd för att vara uppiggande då den innehåller koffein (även kallat guaranin). Guarana använder fröer för att föröka sig men växer i väldigt liten utsträckning vilt och odlas därför mest för försäljning till olika produkter, exempelvis energidrycker.  
Namnet guarana kommer från det portugisiska guarnaná (uttal: [ɡwaɾɐˈna]), som i sin tur kommer av guaraní guara-ná, av plantans namn warana, 'frukt som liknar människoögon'.
Guaranaväxten har stora blad och kluster av blommor, och är mest känd för sin frukt som är stor som en kaffeböna. Guarana fungerar som kosttillskott med en uppiggande effekt och innehåller ungefär dubbelt så mycket koffein som kaffebönor (cirka 2–4,5 % koffein i guaranafrön jämfört med 1–2 % för kaffebönor).
I likhet med andra växter som producerar koffein fungerar den höga koncentrationen av koffein som en defensiv toxin som motverkar att patogener går över i bär och dess frön. Guaranafruktens färg varierar från brunt till rött och innehåller svarta kärnor som är delvis täckta av ett vitt fröskal.

## Historia och kultur
Ordet 'guarana' kommer från det portugisiska 'guaraná', som har sitt ursprung i Sateré-Maué språkets ord för växten, warana "guarana".
Guarana spelar en viktig roll i de brasilianska tupi- och guaraníkulturerna. Enligt en myt som går tillbaka till Sateré-Maué-stammen, kommer guarana från historien om en gud som dödade ett älskat barn från en by. För att trösta byborna tog en mer välvillig gud då det dödade barnets vänstra öga och planterade i skogen, vilket gav upphov till olika sorter av den vilda guaranan. Sedan tog han barnets högra öga och planterade det i byn, vilket gav upphov till den odlade varianten av Guarana.
I guaranistammen gör man te genom att tvätta och skala fröna för att sedan mala dem till ett fint pulver. Detta pulver används även som deg till guaranabröd.

## Användningsområden
Guaranaläskedrycker, såsom Guaraná Antarctica, är mycket populära i Brasilien. 
Guarana används i sötade kolsyrade läskedrycker och energishots, som en ingrediens i örtté eller i kapslar. Generellt utvinner Sydamerika det mesta av sitt koffein från guarana.
Guarana finns i en rad produkter som exempelvis tuggummin, halstabletter och vissa sorter av snus.

## Drycker
Brasilien, som är den tredje största konsumenten av läskedrycker i världen, producerar flera läskmärken från guaranaextraktet, vilka överträffar den brasilianska försäljningen av cola-drycker, Drycker som innehåller guarana kan orsaka ryckningar om de intas i samband med att man dricker kaffe.[källa behövs]
På den svenska marknaden fanns i början av 2000-talet läskedrycken San São innehållande guarana. Drycken som såldes av The Coca-Cola Company har senare slutats att tillverkas i Sverige, dock produceras den fortfarande i Brasilien av Coca-Cola Company under namnet Kuat. I Sverige finns i butiker som säljer importerade läskedrycker drycken Guaraná Antarctica som har en liknande, men mer urvattnad smak, än San São hade. Guarana finns dessutom i ett antal energidrycker.

## Kognitiva effekter
Eftersom guarana är rikt på koffein, är det intressant utifrån dess potentiella effekter på människans kognition. Hos råttor ökade guarana förmågan för minneslagring och fysisk uthållighet jämfört med placebogrupper 
I en pilotstudie gjord med människor 2007  fastställdes beteendemässiga effekter vid fyra doser (37,5 mg, 75 mg, 150 mg och 300 mg) guaranaextrakt. Minne, uppmärksamhet och humör höjdes med de två lägre doserna och detta bekräftar tidigare resultat av kognitiv förbättring efter 75 mg guarana. 